# Cerro Bravo
Le Cerro Bravo est un volcan de la cordillère des Andes situé dans le département de Tolima en Colombie. Son altitude est estimée à 4 000 mètres.

## Géographie

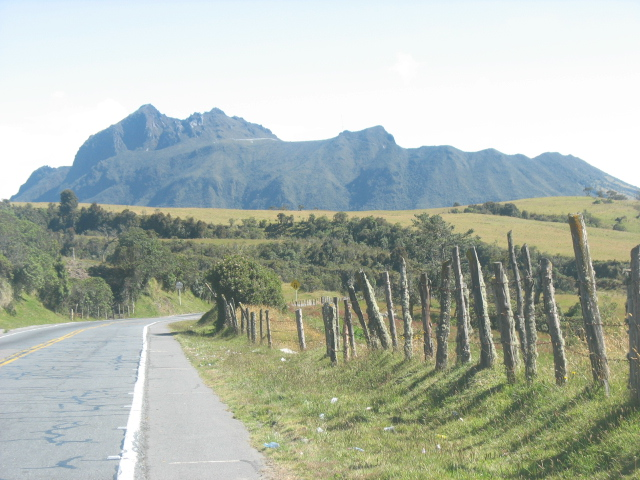
Vue du Cerro Bravo.

### Situation
Le Cerro Bravo est situé dans la cordillère Centrale des Andes colombiennes. Son sommet s'élève dans la municipalité d'Herveo, dans le département de Tolima. À 25 km à l'ouest se trouve Manizales, la capitale du département de Caldas.

### Topographie
Le Cerro Bravo s'élève à environ 4 000 mètres. Il dispose à son sommet d'une caldeira de 1 à 1,5 km de diamètre.

## Histoire

### Histoire éruptive
L'histoire géologique du Cerro Bravo commence probablement il y a 50 000 ans, lors de l'élévation d'un ancien édifice à partir duquel s'est édifié le volcan actuel durant les dernières 14 000 années.
Bien qu'il n'existe pas de mention historique d'une éruption, les preuves stratigraphiques indiquent que la dernière éruption s'est produite entre les éruptions du Nevado del Ruiz de 1595 et 1845.
Il est actuellement au repos.